# Press for Change

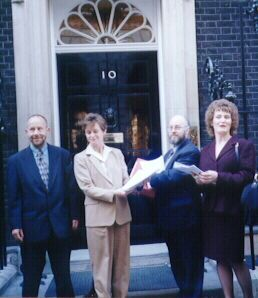
Press for Change на Ten Downing Street в 1997 году

Press for Change (PFC) — базирующаяся в Великобритании организация по правам трансгендеров. Её заявленная цель — «стремление к уважению и равенству для всех трансгендеров в Великобритании». Группа возглавила кампанию за полное юридическое признание трансгендеров, живущих в Великобритании, включая право на брак. Организация была основана 27 февраля 1992 года, и её основателями были Марк Рис и Стивен Уиттл.

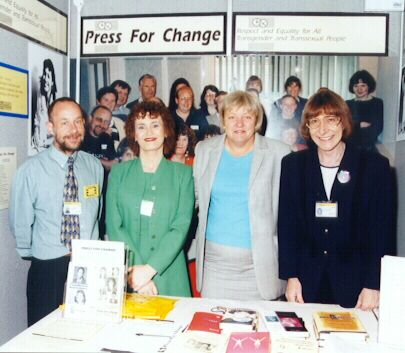
Press for Change c Мо Моулам 1 октября 1997 года

## Известные участники
- Кристина Бёрнс[англ.], бывший вице-президент[5].
- Анжела Клейтон, бывший вице-президент[6].
- Клэр Макнэб, бывший вице-президент[7][8].
- Марк Рис, сооснователь группы (больше не участвует активно)[2].
- Профессор Стивен Уиттл[англ.], вице-президент и сооснователь[3].

Бернс и Уиттл были удостоены наград «за заслуги перед гендерными вопросами» в связи с их работой в Press for Change.

## Покровители
- Джули Хесмондалг[англ.], актриса, сыгравшая Хейли Кроппер[англ.] в «Улице Коронации», первый трансгендерный персонаж в британской мыльной опере[10].